# エイミー・ティーガーデン
エイミー・ティーガーデン（Aimee Teegarden, 1989年10月10日 - ）は、アメリカ合衆国の女優、モデル。

## 人物
カリフォルニア州ロサンゼルスの郊外にあるダウニーで生まれ育つ。16歳で自主学習を通して高校を卒業する。純粋菜食者(ヴィーガン)。非営利海洋擁護団体オセアナをサポートしている。

## キャリア
オールド・ネイビー、トミー・ヒルフィガー、Alltel、ホリスター、YMI jeansといった各企業のキャンペーンモデルとして活動する。ティーガーデンは、『コールドケース 迷宮事件簿』、『Ned's Declassified School Survival Guide』、ディズニーチャンネル『シークレット・アイドル ハンナ・モンタナ』などを含むいくつかのテレビシリーズに出演をする。2006年、ティーガーデンは、カイル・チャンドラーとコニー・ブリットンが出演するテレビシリーズ『Friday Night Lights』のキャストに参加する。彼女は高校アメリカンフットボールヘッドコーチのエリック・テイラーと高校指導カウンセラーのタミ・テイラーの長女ジュリー・テイラーを演じる。ティーガーデンは、番組が2011年に終了するまでこの役で出演した。
2007年8月24日、ティーガーデンは、2007年度ミス・ティーンUSAコンテストの開催中に出場者ケイトリン・アプトンの悪名高い返答につながった質問（「最近の世論調査でアメリカ人の5人に1人が世界地図の上でアメリカ合衆国の位置を示せない。どうしてだと思う？」 ）を提起した 。
2008年、彼女はケラン・ラッツとともにロックバンドヒンダーの楽曲「Without You」のミュージックビデオに出演する。2009年にはイーサン・ワードと一緒にパスを横切るウェストビバリーーヒルズ高校の学生ロンダ役としてThe CWのテレビシリーズ『新ビバリーヒルズ青春白書』に3つのエピソードでゲスト出演する。ティーガーデンが告白者だったことが発見され10代の少女として描かれたテレビシリーズ『レジェンド・オブ・ザ・シーカー』に出演。また、ふたつのテレビシリーズである『CSI:マイアミ』ならびに『CSI:科学捜査班』のエピソードにそれぞれ登場する。2010年、ワーナー・プレミアとドルフィン・エンターテイメントのアクションウェブシリーズ『Aim High』に主演アマンダ・マイルとしてジャクソン・ラスボーンとともにキャストされた。シリーズは2011年10月18日にフェイスブック上で初放映され、これまでに作られた最初の「ソーシャル・シリーズ」。2011年、ティーガーデンはスラッシャー映画『スクリーム4: ネクスト・ジェネレーション』に端役で出演する。2011年には、ティーガーデンはノヴァ・プレスコット役でディズニー映画の『Prom』にて成績優秀な女子高校生の役柄を果たす。彼女のキャラクターは、卒業後はジョージタウン大学へと行く高校4年生で、愛、失恋、そして両親からの圧力などに対処しながら、高校のプロムを組み立てようとする。そして彼女は映画の中でダグラス・ブースが演じる学校の不良少年ジェシー・リヒター役と恋に落ちる。2011年5月、テレビシリーズ『Friday Night Lights』でヤングハリウッド賞の年間最優秀テレビ女優に選ばれる。同年6月、彼女は戦争ドラマ映画『Love and Honor』に配役され、また同映画にはリアム・ヘムズワース、テリーサ・パーマーも出演している。また、2011年にはホラー映画『アイ・ソウ・ザ・デビル 〜目撃者〜』にてアビー役で出演。2012年2月にティーガーデンとアナソフィア・ロブは、相手役をダグラス・ブースとして『Life at These Speeds』にて役柄を獲得したことを発表する。同月、 The CWのテレビシリーズ『The Selection』のパイロット版で女性主演のアメリカ歌手としてキャストされる。パイロット版は、秋に放映されなかった。作り直しされたうえでミッドシーズン或いは次のシーズンに向けてピックアップされることが期待される。『The Selection』の新しいパイロット版が収録されるが、結局The CWの判断で見送った。 彼女は、2014年にThe CWのサイエンスフィクションテレビシリーズ『Star-Crossed』で主演する。

## 出演作品
| 年   | 作品名                                                 | 役名          | 備考              |
| ---- | ------------------------------------------------------ | ------------- | ----------------- |
| 2004 | Sailing for Madagascar                                 | Bette Warren  | 短編映画          |
| 2009 | The Perfect Age of Rock 'n' Roll                       | Annie Genson  |                   |
| 2009 | Call of the Wild                                       | Tracy         |                   |
| 2009 | For Sale by Owner                                      | Elenore Dare  |                   |
| 2010 | ビューティフル・ウェーブ Beautiful Wave                | Nicole        | 主演 製作補       |
| 2011 | スクリーム4: ネクスト・ジェネレーション Scream 4       | Jenny Randall | カメオ出演        |
| 2011 | Prom                                                   | Nova Prescott | 主演              |
| 2011 | アイ・ソウ・ザ・デビル 〜目撃者〜 Beneath the Darkness | Abby          | 製作補            |
| 2013 | Love and Honor                                         | Juniper/Jane  | かつての題名 AWOL |
| 2013 | Call Me Crazy: A Five Film                             | Olivia        | テレビ映画        |
| 2014 | Life at These Speeds                                   | Ellie         |                   |
| 2017 | ザ・リング/リバース Rings                              | Skye Johnston |                   |

| 年        | 作品名                                                 | 役名             | 備考                               |
| --------- | ------------------------------------------------------ | ---------------- | ---------------------------------- |
| 2003      | コールドケース 迷宮事件簿 Cold Case                    | Tina Bayes, 1990 | 計1話 (シーズン 1: エピソード 4)   |
| 2006      | シークレット・アイドル ハンナ・モンタナ Hannah Montana | Melissa          | 計1話 (シーズン 1: エピソード 13)  |
| 2006–2011 | Friday Night Lights                                    | Julie Taylor     | メインキャスト; 計73話             |
| 2007      | Ned's Declassified School Survival Guide               | Girl #2          | 計1話 (シーズン 3: エピソード 12)  |
| 2009      | 新ビバリーヒルズ青春白書 90210                         | Rhonda Kimble    | 計3話                              |
| 2009      | CSI:マイアミ CSI: Miami                                | Brianna Faber    | 計1話 (シーズン 7: エピソード 17)  |
| 2009      | レジェンド・オブ・ザ・シーカー Legend of the Seeker    | Annabelle        | 計1話 (シーズン 2: エピソード 4)   |
| 2010      | CSI:科学捜査班 CSI: Crime Scene Investigation          | Molly Sinclair   | 計1話 (シーズン 10: エピソード 19) |
| 2011 –    | Aim High                                               | Amanda Miles     | ウェブシリーズ                     |
| 2012      | パンクト Punk'd                                        | 本人役           | 計1話 (シーズン 9: エピソード 10)  |
| 2014      | Star-Crossed                                           | Emery            | 主役                               |

| 年   | 作品名          | 役名     | 備考                    |
| ---- | --------------- | -------- | ----------------------- |
| 2008 | Without You     |          | ヒンダー ビデオ         |
| 2013 | Made in the USA | the girl | デミ・ロヴァート ビデオ |

## 受賞と候補
| 年度 | 賞                   | 部門                                                  | 作品                 | 結果       |
| ---- | -------------------- | ----------------------------------------------------- | -------------------- | ---------- |
| 2007 | ヤングアーティスト賞 | テレビシリーズ (コメディ/ドラマ) - 最優秀若手助演女優 | Friday Nights Lights | ノミネート |
| 2011 | ヤングハリウッド賞   | 年間最優秀テレビ女優                                  | Friday Nights Lights | 受賞       |